# Hartford Downtowners
Gli Hartford Downtowners sono stati una franchigia di pallacanestro della EBA, con sede a Hartford, nel Connecticut, attivi tra il 1976 e il 1977.
Nella loro unica stagione terminarono con un record di 5-19, non qualificandosi per i play-off. Scomparvero al termine del campionato.

## Stagioni
| Stagione | Lega | Denominazione        | V | P  | %    | Piazzamento | Play-off |
| -------- | ---- | -------------------- | - | -- | ---- | ----------- | -------- |
| 1976-77  | EBA  | Hartford Downtowners | 5 | 19 | 20,8 | 5º          | -        |